# Yoshihide Suga
Yoshihide Suga (菅 義偉, Suga Yoshihide, 6 de desembre de 1948) és un polític japonès que és primer ministre del Japó, el primer del període Reiwa, i president del Partit Liberal Democràtic del setembre de 2020 ençà. Havia sigut secretari en cap del gabinet del primer ministre Shinzo Abe del 2012 al 2020, el que més anys va ocupar-ne el càrrec en la història del Japó. També va ser ministre d'afers interiors i comunicació del 2006 al 2007.

## Biografia
Va néixer a Ogachi (ara Yuzawa), Prefectura d'Akita, en una família d'agricultors acomodats. La regió és bastant pobra, però la seva família pertany a l'elit local.
Després de passar els seus anys d'educació secundària va cursar els seus estudis de la Universitat Hosei a Tòquio, on va obtenir un LL. B. B. És l'únic dels 130 alumnes de la seva escola primària que va entrar a la universitat.
Originalment, era membre de la facció Obuchi, encara que va abandonar la facció després de negar-se a donar suport a Obuchi en les eleccions del partit de 1998, també es va negar a participar en la moció de no confiança contra Yoshirō Mori el 2000.

## Carrera
Va ser secretari membre del Diet Hikosaburō Okonogi durant onze anys, després secretari del Ministre de Comerç Internacional i Indústria el 1984 i més tard com a membre del consell municipal de Yokohama.
Des de 1987, va ser triat per a dos mandats a l'ajuntament de Yokohama. En l'elecció de Shūgiin el 1996, es va postular amb èxit per al Partit Democràtic Liberal en el segon districte electoral de Kanagawa, que inclou els districtes Nishi, Minato i Kōnan, i des de llavors ha estat reelegit vuit vegades.
Afiliat a l'organització obertament negacionista Nippon Kaigi, Suga va formar un equip per reexaminar els "antecedents" de la Declaració de Kono de 1993.
A l'abril de 2017 va anunciar en una conferència de premsa que amb l'augment programat del CT, una sèrie de productes seleccionats es sotmetrien a un impost per reduir la càrrega en les llars amb baixos ingressos.
Afiliat al grup de pressió altament influent i obertament revisionista Nippon Kaigi, Suga va crear l'equip per revisar la  declaració de Kono de 1993, que reconeixia el reclutament forçós d'esclaves sexuals per als exèrcits de l'Imperi Japonès (conegudes com a "Dones de conhort").

### Mostra del nom de la nova era
Japó va entrar en una nova era l'1 de maig per marcar el regnat del nou emperador Naruhito i aquesta nova era va ser anomenada “Reiwa”, el nom emfatitza la bellesa de la cultura tradicional del Japó, és una combinació de dos caràcters inspirats en els principals càntics de la col·lecció “Manyoshu” de waka, la poesia japonesa més antiga, compilada entorn del segle viii, que poden traduir-se com “bé” o “ordre” i “harmonia”, va ser escollit entre cinc candidats i anunciat l'1 d'abril en roda de premsa pel ministre portaveu del Govern del Japó, Yoshihide Suga.

### Primer ministre
Després de l'anunci de la dimissió de Shinzō Abe el 28 d'agost de 2020, Yoshihide Suga va ser triat el 14 de setembre per la Dieta del Japó i representants de les prefectures del Partit Liberal Democràtic (PLD) per succeir-lo. El suport del viceprimer ministre Tarō Asō i del secretari del partit Toshihiro Nikai, així com de dos de les faccions més grans del partit va suposar un suport per Suga. Va tenir com a competidors al rival d'Abe Shigeru Ishiba i al cap de polítiques del partit Fumio Kishida.
El 16 de setembre va ser ratificat com a primer ministre del país en una sessió de la Dieta Nacional, on el PLD té majoria absoluta. Entre les mesures que prendria com a primer ministre són el combat a la pandèmia de COVID-19 al Japó i una forta desregulació per reactivar l'economia.
Va participar en la quinzena reunió del G20 que va tenir lloc el 21 i 22 de novembre de 2020 a la ciutat de Riad, a l'Aràbia Saudita.
Yoshihide Suga va renunciar com a líder del governant PLD després d'uns mesos al càrrec a causa dels baixos índex d'aprovació i fou succeït per Fumio Kishida el 4 d'octubre de 2021.

## Trajectòria i càrrecs
Trajectòria i càrrecs:
- Març 1973 - B.A. en Dret, Universitat Hosei
- Abril 1987 - Membre del Consell de la Ciutat de Yokohama
- Novembre 2005 - Viceministre Superior d'Assumptes Interns i Comunicacions (Tercer gabinet remodelat de Koizumi)
- Setembre 2006 - Ministre d'Assumptes Interns i Comunicacions, Ministre de Privatització dels Serveis Postals (1er gabinet d'Abe)
- Desembre 2006 - Ministre d'Assumptes Interns i Comunicacions, Ministre de Privatització dels Serveis Postals, Ministre d'Estat per a la Reforma de la Descentralització (1er gabinet d'Abe)
- Octubre 2011 - President de l'organització del partit i seu de la campanya del PLD
- Setembre 2012 - Secretari General Interí Executiu del PLD
- Desembre 2012 - Cap de gabinet secretari, Ministre encarregat d'Enfortir la Seguretat Nacional (2n. gabinet d'Abe)
- Setembre 2014 - Cap de gabinet secretari, Ministre encarregat d'alleujar la càrrega de les bases en Okinawa (Remodelat segon gabinet d'Abe)
- Desembre 2014 - Cap de gabinet secretari, Ministre encarregat de mitigar l'impacte de les bases en Okinawa (El tercer gabinet d'Abe)
- Octubre 2015 - Secretari cap de gabinet, Ministre encarregat de mitigar l'impacte de les bases en Okinawa (El tercer gabinet d'Abe remodelat)
- Agost 2016 - Secretari cap de gabinet, Ministre encarregat de mitigar l'impacte de les bases en Okinawa (El segon gabinet d'Abe reafirmat segon)
- Agost 2017 - Secretari cap de gabinet, Ministre encarregat de mitigar l'impacte de les bases en Okinawa (El Tercer Gabinet reafirmat Tercer)
- Novembre 2017 Cap de gabinet secretari, Ministre encarregat de mitigar l'impacte de les bases en Okinawa (El quart gabinet d'Abe)
- Octubre 2018 - Secretari cap de gabinet, Ministre encarregat de mitigar l'impacte de les bases en Okinawa, Ministre encarregat de la qüestió dels segrestos (El quart gabinet Abe remodelat)